# Кыр-Найман
Кыр-Найма́н (укр. Кир-Найман, крымскотат. Qır Nayman, Къыр Найман) — исчезнувшее село в Ленинском районе Республики Крым, располагавшееся на северо-западе района и Керченского полуострова, примерно в 1,5 км к северу от райцентра Ленино.

## История
Первое документальное упоминание села встречается в «Камеральном Описании Крыма…» 1784 года, судя по которому, в последний период Крымского ханства Хыр Найман входил в Арабатский кадылык Кефинского каймаканства.
После присоединения Крыма к России (8) 19 апреля 1783 года, (8) 19 февраля 1784 года, именным указом Екатерины II сенату, на территории бывшего Крымского Ханства была образована Таврическая область и деревня была приписана к Левкопольскому, а после ликвидации в 1787 году Левкопольского — к Феодосийскому уезду Таврической области. После Павловских реформ, с 1796 по 1802 год, входила в Акмечетский уезд Новороссийской губернии. По новому административному делению, после создания 8 (20) октября 1802 года Таврической губернии, Кир-Найман был включён в состав Парпачской волости Феодосийского уезда.
По Ведомости о числе селений, названиях оных, в них дворов… состоящих в Феодосийском уезде от 14 октября 1805 года, в деревне Кир-Найман числилось 5 дворов и 35 жителей. На военно-топографической карте генерал-майора Мухина 1817 года деревня Кир найман обозначена с 5 дворами. После реформы волостного деления 1829 года Кир Найман, согласно «Ведомости о казённых волостях Таврической губернии 1829 года», отнесли к Агерманской волости (переименованной из Парпачской). На карте 1836 года в деревне 3 двора, а на карте 1842 года Кыр-Найман обозначен условным знаком «малая деревня», то есть, менее 5 дворов.
В 1860-х годах, после земской реформы Александра II, деревню приписали к Арма-Элинской волости. Согласно «Списку населённых мест Таврической губернии по сведениям 1864 года», составленному по результатам VIII ревизии 1864 года, Кыр-Найман — владельческая татарская деревня с 3 дворами и 13 жителями при колодцах. По обследованиям профессора А. Н. Козловского начала 1860-х годов, в селении «все без исключения колодцы с весьма солёною водою, годною лишь для животных. Людьми же в пищу не употребляется». На трёхверстовой карте Шуберта 1865—1876 года в деревне Кыр-Найман также обозначено 3 двора. По «…Памятной книжке Таврической губернии на 1892 год» в безземельной деревне Кир-Найман, уже Петровской волости, не входившей ни в одно сельское общество, жителей и домохозяйств не числилось. В дальнейшем в доступных источниках не встречается.